# Alfred Tofft
Alfred Tofft (født 2. januar 1865 i København, død 30. januar 1931 på Frederiksberg) var en dansk komponist, og kulturanmelder ved Berlingske Tidende.
Han startede som ung en handelsuddannelse, men skiftede allerede som 20 årig til musikken og debuterede i 1887 som organist og komponist i Sankt Johannes Kirken i København. Han blev senere formand for bl.a. Dansk Komponist Forening og KODA.
Alfred Tofft skrev primært vokalmusik, men også klaverstykker. Han skrevet musik til en del af Jeppe Aakjærs sange, med Ole sad på en knold og sang som den mest kendte. Skrev også scenemusik og to operaer.